# Chlínky
Chlínky (německy Chlinek) je malá vesnice, část obce Vrbice v okrese Rychnov nad Kněžnou. Nachází se asi 1 km na jihozápad od Vrbice. V roce 2009 zde bylo evidováno 15 adres. V roce 2001 zde trvale žilo 34 obyvatel.
Chlínky leží v katastrálním území Vrbice u Kostelce nad Orlicí o výměře 2,43 km2.

## Pamětihodnosti
- Socha sv. Jana Nepomuckého z roku 1760, uprostřed vesnice, přes silnici naproti rybníku

## Galerie

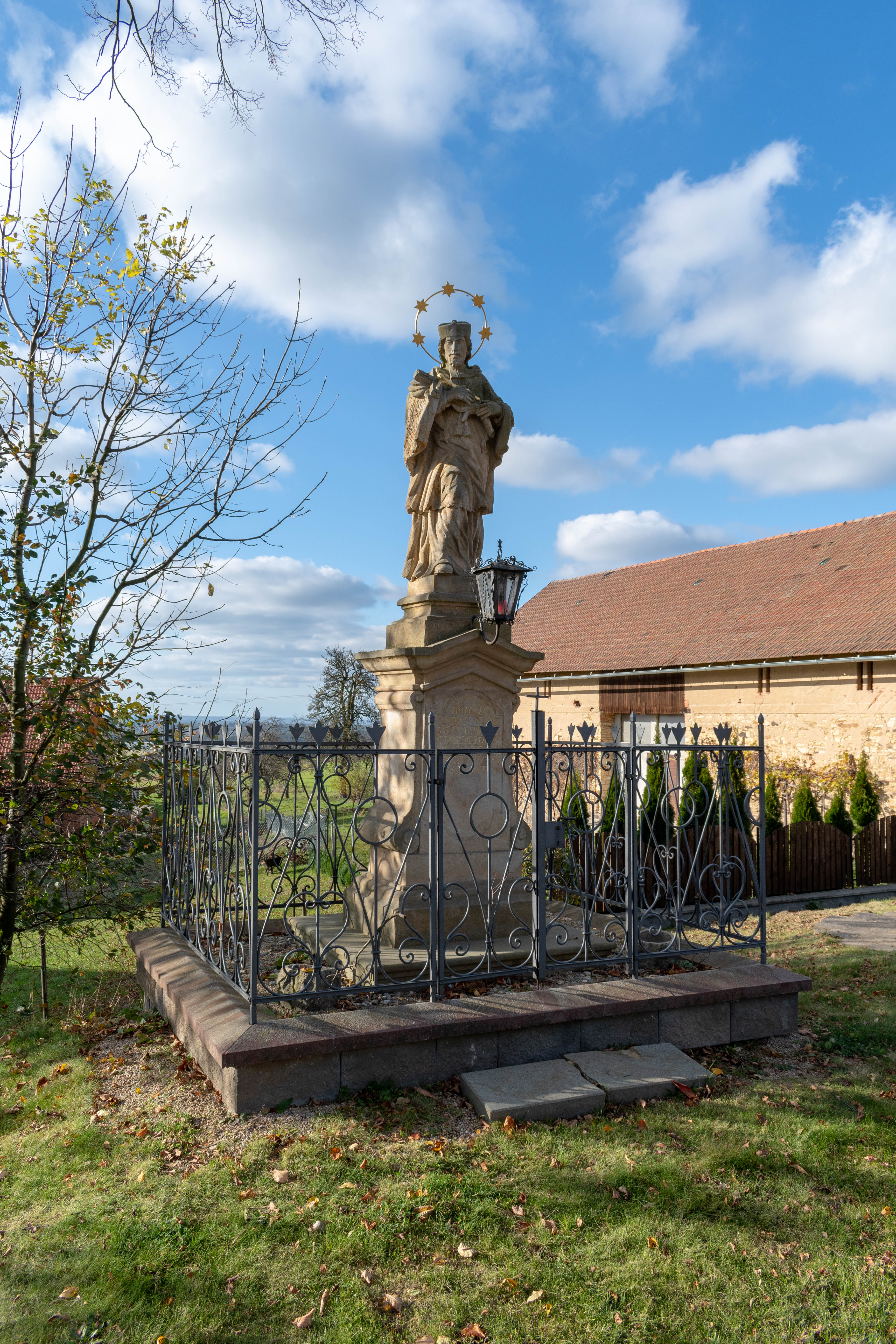
Socha Svatého Jana Nepomuckého